# Alihan Demir
Alihan Demir (Ankara, 11 luglio 1996) è un cestista turco.